# Parvoscincus kitangladensis
Espèce
Synonymes
- Sphenomorphus kitangladensis Brown, 1995

Statut de conservation UICN

 LC  : Préoccupation mineure
Parvoscincus kitangladensis est une espèce de sauriens de la famille des Scincidae.

## Répartition

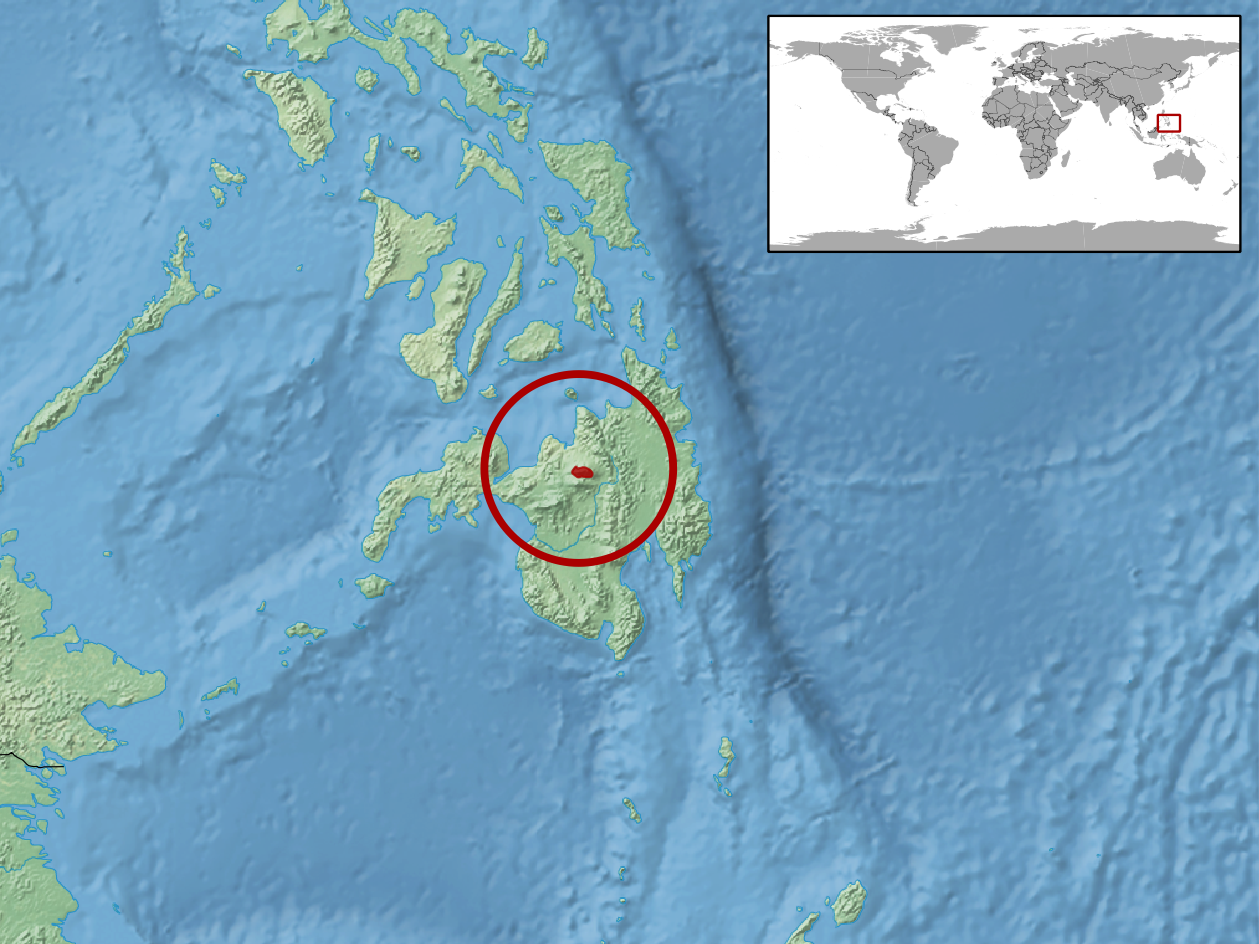
Répartition de l'espèce.

Cette espèce est endémique de l'île de Mindanao aux Philippines.

## Étymologie
Son nom d'espèce, composé de kitanglad et du suffixe latin -ensis, « qui vit dans, qui habite », lui a été donné en référence au lieu de sa découverte : le mont Kitanglad.

## Publication originale
- Brown, 1995 : A new lizard of the genus Sphenomorphus (Reptilia: Scincidae) from Mt. Kitanglad, Mindanao Island, Philippine Island. Proceedings of the Biological Society of Washington, vol. 108, no 3, p. 388-391 (texte intégral).